# Beaufort (Haute-Garonne)
Beaufort is een gemeente in het Franse departement Haute-Garonne (regio Occitanie) en telt 247 inwoners (1999). De plaats maakt deel uit van het arrondissement Muret.

## Geografie
De oppervlakte van Beaufort bedraagt 8,6 km², de bevolkingsdichtheid is 28,7 inwoners per km².

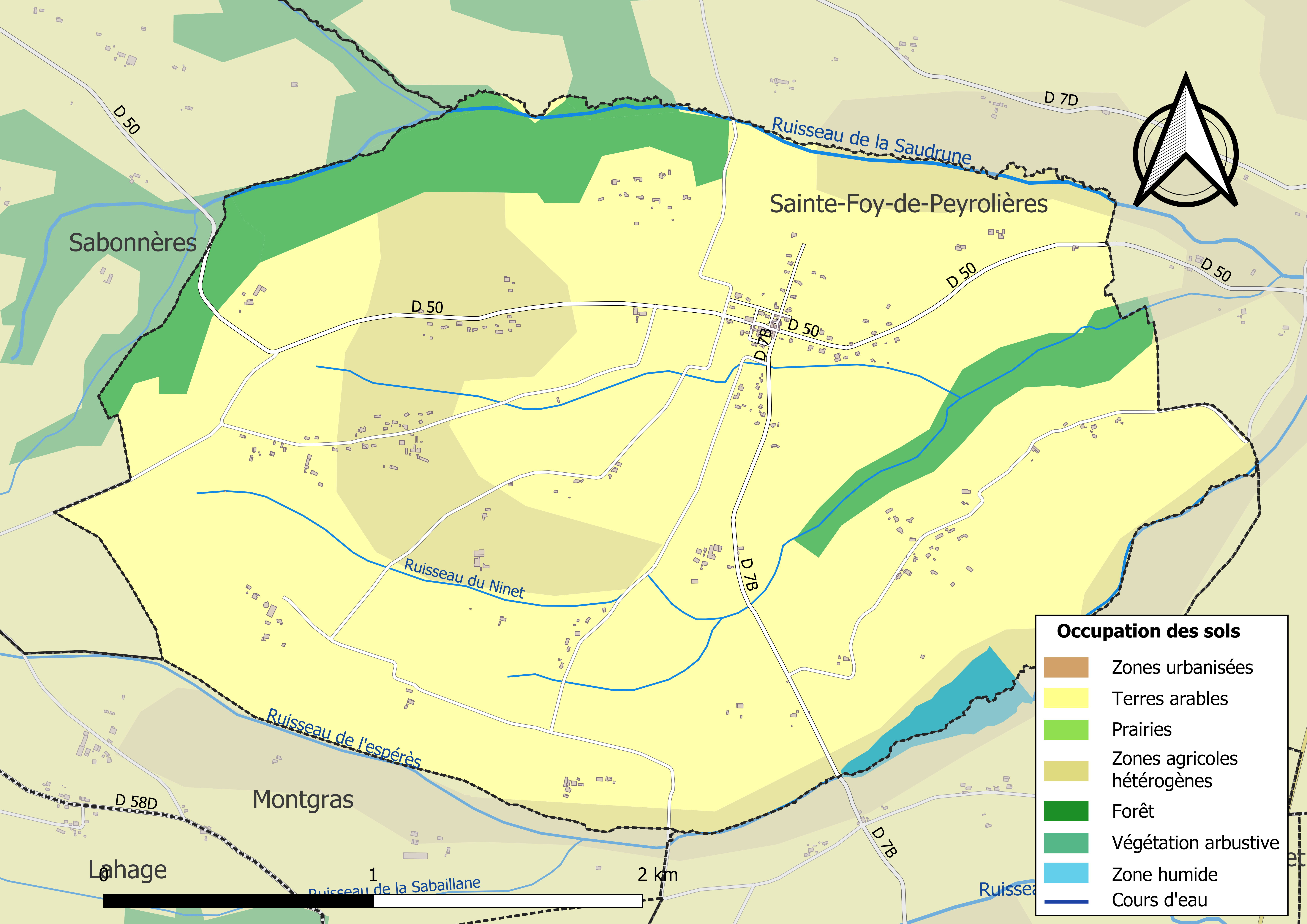
Kaart van de gemeente met de belangrijkste infrastructuur, bodemgebruik en omliggende gemeenten

## Demografie
Onderstaande figuur toont het verloop van het inwonertal (bron: INSEE-tellingen).